# Tristan de Montholon
Pour les articles homonymes, voir Famille de Montholon.
Tristan de Montholon, né le 1er avril 1843 au fort de Ham (Somme) et mort le 1er septembre 1899 à Berne, est un diplomate français.

## Biographie
Conçu et né au fort de Ham, où son père était incarcéré aux côtés de Louis-Napoléon Bonaparte (futur Napoléon III), Charles Jean Tristan O'Hara était l'enfant adultérin du marquis Charles-Tristan de Montholon et de l'« infirmière » britannique de celui-ci, Caroline Jane O'Hara, « comtesse de Lee » (née vers 1802, ou 1808 et morte en 1887). Déclaré à l'état civil sous le nom de sa mère, le petit garçon est appelé « Tristan de Montholon » après le mariage de ses parents en 1848.
Partisan du pouvoir temporel du pape, Tristan de Montholon publie en 1864 un court essai, dédié à Pie IX, qui lui vaut d'être qualifié de « soldat du pape » par Anatole de La Forge dans sa critique de l'ouvrage pour Le Siècle.
Vers 1866, Tristan de Montholon débute dans la carrière diplomatique en tant qu'attaché aux archives. Secrétaire d'ambassade à Bruxelles en 1870, il occupe des postes similaires au début de la Troisième République au sein des ambassades et légations de Pékin, Tanger, Stockholm, Buenos Aires et Constantinople. En poste dans la capitale ottomane pendant plus d'une dizaine d'années, il est nommé conseiller d'ambassade en 1882.
En 1884, il est délégué à la commission internationale des Pyrénées en remplacement de Paillard-Ducléré. L'année suivante, il est nommé président de la délégation française de cette instance ainsi que ministre plénipotentiaire de 2e classe.
Chargé d'affaires à Constantinople jusqu'en 1886, il est ensuite nommé ministre de France à Athènes. En juin 1894, c'est en l'église catholique de cette capitale et en présence du roi Georges Ier, qu'il épouse Pauline Fè d'Ostiani, fille de son collègue italien Alessandro Fe' d'Ostiani (d).
Ministre de France à Bruxelles depuis 1895, le comte de Montholon est nommé ambassadeur de France en Suisse et promu au rang de commandeur de l'Ordre national de la Légion d'honneur le 31 décembre 1897 (chevalier en 1875, officier en 1885).
Frappé par une attaque d'apoplexie, Montholon meurt brusquement à sa résidence bernoise de La Favorite, le 1er septembre 1899. Le 8 septembre, il est inhumé auprès de son père à Bouray (Seine-et-Oise).